# Arthur Roderick Collar
Arthur Roderick Collar FRS (West Ealing, Ealing, Grande Londres, 22 de fevereiro de 1908 — Bristol, 12 de fevereiro de 1986) foi um engenheiro britânico.
Conhecido por suas contribuições à aeroelasticidade, teoria matricial e suas aplicações em engenharia dinânica.
Em 1971 recebeu o grau honorário de Doctor of Science da Universidade de Bath.